# Прикубањска низија
Прикубањска низија (рус. Прикубанская низменность) општи је назив за пространо низијско подручје на подручју западног Предкавказја, на југу европског дела Руске Федерације. Простире се од обала Азовског мора на западу до Ставропољског побрђа на истоку, те од долина река Дон и Манич на северу, до северних обронака Великог Кавказа на југу. Јужним делом низије протиче река Кубањ по којој је и добила име. 
Просечна надморска висина низије је у распону од 100 до 150 метара, најнижи део је подручје у делти Кубања и Таманско полуострво са просечно 0−2 м надморске висине, Обдок ободни делови низије на југу досежу и до надморских висина од око 1.500 метара. На северозападу се налази Јејско полуострво са просечним висинама од 30 до 40 метара.
Прикубањска низија је наплавна равница мезокенозојске старости, настала гомилањем моренских материјала са Кавказа (алувијалне глине, песак и шљунак) који су на површини прекривени млађим лесним наслагама. У вишим деловима неогени марински седименти прекривени су шљунковима. На севрозападу се налазе природна лежишта земног гаса. Клима је умереноконтинентална са јачим маритимним утицајима. Просечна количина падавина на годишњем нивоу је између 400 и 600 мм. Тло је изузетно плодно и његову основу чини предкавкаски чернозем.  
Прикубањска низија се геофизички дели на три целине:
- Кубањско-приазовска низија − низијско подручје северно од реке Кубањ;
- Закубањска равница − територијално мања целина на југу, стешњена између реке Кубањ и обронака Великог Кавказа;
- Делта реке Кубањ − најнижи и најмањи део низије.